# Quirinalhøjen
Quirinalhøjen (eller Quirinalet) er en af Roms syv høje. Den var oprindeligt beboet af sabinere, men da romerne begyndte at ekspandere, blev den en del af byen Rom, hvad der behandles i myten om "sabinerindernes rov".
På højen findes Quirinalpaladset, som blev opført i 1500-tallet. I dag fungerer boligen som præsidentbolig. Springvandsanlægget foran med statuer af byens beskyttere, tvillingerne Castor og Pollux, ledsaget af nogle heste, har også givet Quirinal navnet Monte Cavallo (= Hestebjerget). Obelisken, der står i anlæggets midte, flankerede i antikken – sammen med obelisken, der nu står ved kirken S. Maria Maggiore – Augustus' mausoleum. 

## Højens forskellige navne
Højens navn er knyttet til sabinernes krigsgud Quirinus, som igen fik sit navn enten af det sabinske curis (= lanse) eller fra byen Cures, som sabinerne forlod, da de under ledelse af sagnkongen Titus Tatius drog for at bosætte sig på Quirinalhøjen. Romerne skal have omtalt sabinerne som Curiti eller Quiriti. 
Et andet navn for Quirinalhøjen i antikken var Collis Agonus, afledet af Portus Agonensis, der var navnet på den lokale byport. Det kan tyde på, at der har ligget en sabinsk landsby ved navn Agona på Quirinal, mens Ovid omtaler en anden landsby på Quirinal som Cures. Den årlige fejring af agonalierne ved vi ikke andet om, end at de fandt sted 9. januar, og synes at være blevet knyttet til Quirinal. 

## Antikken
Quirinus vogtede sabinernes krigslykke, og havde derfor ret til spolia opima, dvs den besejrede feltherres rustning og våben, der efter et slag blev ført til Rom for at skænkes til guddommen. Quirinus kan have tilhørt "den capitolinske treenighed" sammen med Jupiter og Juno, men blevet fortrængt af Minerva. I 293 f.Kr havde han sit eget tempel på Quirinal, sandsynligvis bagved Quirinalpaladset i den nuværende Via delle Quattro Fontane.  Gradvis blev han identificeret med byens grundlægger Romulus, og Augustus genopførte templet på Quirinal, så man hvert år 17.februar kunne fejre quirinalierne under passende former. Foran Quirinus' tempel stod to myrtetræer, det ene kaldet patricisk, det andet plebejisk.  Foran Mars' helligdom i Regia, hvor pontifex maximus holdt til, stod der to laurbærtræer, og Regia var den ældste bygning på Forum Romanum; men Plinius påstod, at myrte var det første træ, der blev plantet i Rom. 
Sabinernes Herkules, Semi Sancus Dius Fidius, havde også et tempel på Quirinal, midtvejs mellem nutidens Quirinalpalads og Largo Magnanapoli. Titus Tatius skal have grundlagt templet under koloniseringen, men indvielsen fandt først sted under republikken. Et tredje tempel lod kejser Domitian opføre, hvor hans far kejser Vespasian havde haft sit barndomshjem. Templet var rejst til ære for hans slægt, flavierne.  Den største helligdom i området var dog Caracallas tempel til ære for den ægyptiske gudinde Serapis. Det dækkede ca 13.000 kvadratmeter fra nutidens Piazza del Quirinale, og skråningen ned mod Piazza della Pilotta med enorme trappeanlæg, hvor helligdommene lå på forskellige plateauer. Trappen med 124 trin, der i 1347 blev bygget op til franciskanerkirken S. Maria in Aracoeli på Kapitol, består for en stor del af materiale hentet fra Caracallas tempel. Også Konstantin den Store interesserede sig for Quirinalhøjen, hvor han lod opføre den mest luksuriøse badeanstalt i Rom. Den strakte sig fra Piazza del Quirinale ned til nutidens Via Nazionale, og de sidste rester forsvandt først, da denne gade blev anlagt i 1870'erne. Kæmpestatuerne af Castor og Pollux, der havde prydet Konstantins badeanstalt, er dog forblevet i området, som en del af springvandsanlægget på Piazza del Quirinale. 
På Quirinals skråning ned mod den nuværende Piazza Barberini lå i oldtiden officina minii, mønjeværkstedet. Her fremstillede man den røde mønje, romerske feltherrer smurte i ansigtet før triumftog over Forum Romanum, og som man på de store festdage også smurte på Jupiter-statuens ansigt i templet på Kapitol. Bag mønjeværkstedet lå templet for forårets gudinde Flora, og hvert år i månedsskiftet april/maj fejrede man til hendes ære de sabinske floralier i sænkningen mellem Quirinal og Monte Pincio, hvor man i dag finder Piazza Barberini. Unge dansende piger klædte sig på tilskuernes opfordring helt af, og Cato den Ældre var blandt de romere, som derfor fandt kulten upassende.  Senere kom Mithraskulten hertil, og bag Palazzo Barberini fandt man i 1936 et kult-rum for Mithras med en velbevaret frise. 
Vand fra kilderne på Quirinal og Monte Pincio dannede sumpen Caprae palus (= Gedesumpen), hvor Romulus blev sagt at være forsvundet,  omtrent hvor man nu finder Piazza San Andrea della Valle (= i dalen). Nord for pladsen fik Augustus' svigersøn, Agrippa, anlagt en kunstig sø, Stagnum, der blev skueplads for regulære søslag, kaldet naumachiae, der i popularitet konkurrerede med Colosseums forestillinger. Nero afholdt også fester, hvor gæsterne blev roet rundt på Stagnum. 

## Efter antikken
I 500-tallet afbrød barbarerne tilførslen af vand, og Quirinals beboere søgte ned mod de lavereliggende strøg ved Tiberen. I mere end tusinde år henlå tempelområdet på højen som et landskab af ruiner. Først ca 1585 fik pave Gregor 13. bragt den antikke romerske akvædukt Acqua Vergine (= Jomfruvandet) i orden igen. Dermed blev Quirinal atter beboelig, og man fik påbegyndt opførelsen af Quirinalpaladset. Gregor 13. ønskede sig en sommerresidens i højden, hvor luften var sundere end i Vatikanet, med mindre risiko for udbrud af Roms svøbe, malaria. 